# Staude

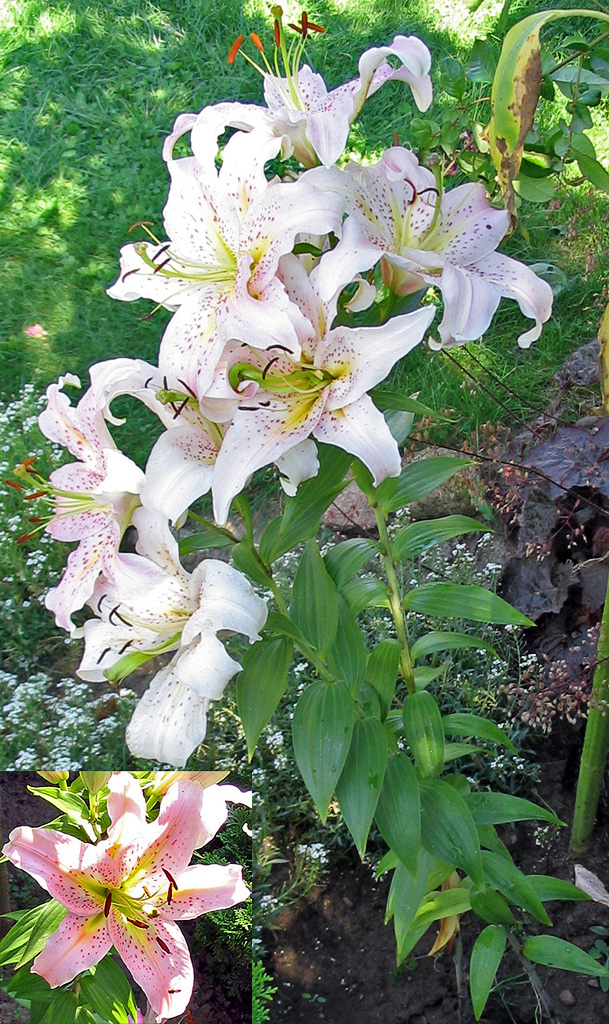
Lilium Orient-Hybriden
Sort ‘Coral Queen’

Staude (von mittelhochdeutsch stûde) ist im Wesentlichen ein gärtnerischer Begriff für Blütenpflanzen, die wieder aus der Wurzel ausschlagen, und wird (mit dem Symbol ♃ „Jupiter“) auch in der Botanik in Bestimmungsbüchern verwendet.

## Definition
Stauden sind ausdauernde (perennierende) krautige Pflanzen, deren oberirdische Pflanzenteile im Gegensatz zu Bäumen und Sträuchern nicht (oder nur wenig) verholzen, sondern krautig weich sind und in der Regel nach jeder Vegetationsperiode absterben.
Im Gegensatz zu den anderen krautigen Pflanzen überdauern Stauden mehrere Jahre und blühen und fruchten (meist) in jedem Jahr erneut, während die Einjährigen, Zweijährigen und die übrigen mehrjährigen (hapaxanthen oder pluriennen) krautigen Pflanzen nach der ersten Blüte absterben.
Stauden überwintern je nach Art in Form von Rhizomen (im Volksmund Wurzelstöcke genannt, tatsächlich jedoch Teile des Sprosses), Knollen, Zwiebeln, Stolonen (Ausläufern, Teile des Sprosses) und ähnlichen Wurzelspeicherorganen, die sich sowohl unter der Erdoberfläche (Geo- oder Kryptophyten) als auch knapp darüber befinden können (Hemikryptophyten). Aus den Überwinterungsknospen treiben die Stauden in den folgenden Vegetationsperioden immer wieder aus. Abweichend von dieser Regel gibt es unter den Stauden auch eine Reihe wintergrüner Arten, die nicht „einziehen“. In den kalten und gemäßigten Zonen sind diese so niedrig, dass sie vom Schnee bedeckt werden, und werden mit den verholzten Zwergsträuchern unter dem Begriff Chamaephyten zusammengefasst; tropische immergrüne Stauden wie die Bananen können dagegen beachtliche Größen erreichen. So ist der Begriff Staude nicht eindeutig umgrenzt, aber der Begriff „Kräuter“, der gelegentlich auch für Stauden verwendet wird, hat sehr viele Bedeutungen und Verwendungen und ist damit noch weniger abgegrenzt.

## Gärtnerische Systematik der Stauden
Das Spektrum der Stauden reicht von kleinen Sukkulenten (fleischig-saftige Stauden, die sich besonders der Trockenheit angepasst haben, allerdings üblicherweise nicht als Stauden bezeichnet werden) bis hin zu großen Prachtstauden. Neben den eigentlichen „Blütenstauden“ zählen auch die meisten winterharten Farne sowie viele Gräser, Zwiebel- oder Knollenpflanzen und Wasserpflanzen zu den Stauden.
Um den unterschiedlichen Standortanforderungen der Stauden gerecht zu werden, werden diese gärtnerisch in unterschiedliche Lebensbereiche kategorisiert:
- Waldstauden
- Gehölzrandstauden
- Freiflächenstauden
- Steingartenstauden
- Alpine Stauden
- Prachtstauden, gelegentlich auch als Beetstauden bezeichnet
- Uferstauden

Mit dieser Einteilung, die von Sieber/Hansen bzw. Ellenberg/Oberdorfer entwickelt wurde, wird in der Gartenplanung den unterschiedlichen Bedingungen des jeweiligen Standortes Rechnung getragen.

## Staudenverwendung im Garten
Die Stauden privater und öffentlicher Gärten stammen aus den gemäßigten Klimazonen aller Kontinente. Das Sortiment der heimischen Stauden und der Stauden aus dem Mittelmeerraum, welche schon seit Jahrhunderten in mitteleuropäischen Gärten kultiviert werden, wurde in den letzten drei Jahrhunderten zunehmend durch eine Vielzahl an Stauden vor allem aus Asien und Nordamerika erweitert.
Bis über die Mitte des 19. Jahrhunderts hinaus bestimmten hauptsächlich heimische Gewürz- und Heilpflanzen die Palette der Stauden in den Gärten. Schmuckstauden fanden sich dort zunächst nur in geringer Zahl. Da das Angebot an Stauden ab der Mitte des 18. Jahrhunderts durch Einführungen aus fremden Ländern und intensivierte Zuchtarbeit, deutlich zugenommen hatte, initiierten seit 1870 englische Staudenexperten wie William Robinson (1838–1935) und Gertrude Jekyll (1843–1932) die Zusammenstellung von Stauden zu kunstvollen Pflanzungen nach nicht nur rein ästhetischen Gesichtspunkten. In Deutschland weckte der Staudenzüchter und Gartenpoet Karl Foerster in der ersten Hälfte des 20. Jahrhunderts die Begeisterung für die Staudenverwendung im Garten mit Büchern wie dem Blütengarten der Zukunft (1917).
Während in Großbritannien aufgrund der Gunst des Klimas Stauden vorwiegend nach ihren ästhetischen Qualitäten verwendet werden (Staudenrabatten), richtet sich das Interesse in deutschsprachigen Ländern zunehmend auf eine an den natürlichen Standortbedingungen orientierte Staudenverwendung. Die Zuordnung der Stauden zu Lebensbereichen wie Gehölz, Gehölzrand, Freifläche, Steinanlage, Beet oder Wasserrand ermöglicht auf einfache Weise die Zusammenstellung langlebiger Pflanzengemeinschaften für Pflanzplätze unterschiedlichster Art. Die wachsende Zahl gärtnerisch kultivierter Stauden wird vom Arbeitskreis Staudensichtung systematisch geprüft, bewertet und den entsprechenden Lebensbereichen zugeordnet.
Stauden lassen sich durch Wurzelläufer, Absenker und Sprosserweiterung der Knollen oder Zwiebelteilung vermehren.

### Stauden im öffentlichen Grün

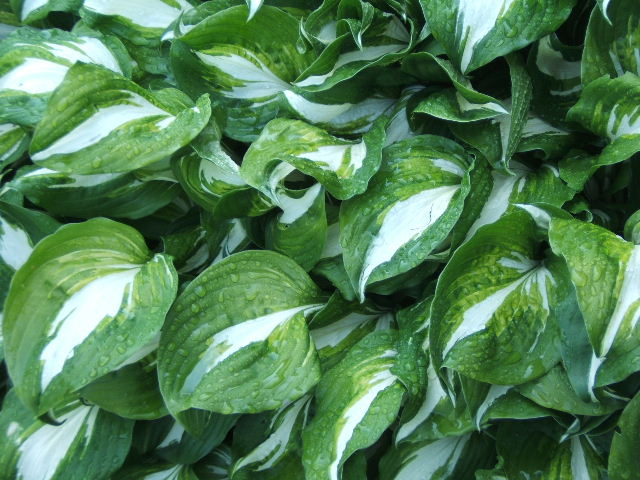
Hosta sieboldii undulata Cultivar ‘variegata’

Seit einigen Jahren beschäftigen sich zahlreiche Institutionen mit dem Thema Stauden für das öffentliche Grün. Aus dem Arbeitskreis Pflanzenverwendung des Bundes deutscher Staudengärtner (BdS) entstand die Staudenmischung Silbersommer, die an verschiedenen Standorten in Deutschland und in der Schweiz bereits erfolgreich getestet und verwendet wird. An der Hochschule Anhalt (FH) in Bernburg (Sachsen-Anhalt) wurden in dem Forschungsprojekt Perennemix, gefördert u. a. durch die Deutsche Forschungsgemeinschaft (DFG) und durch den BdS, Staudenmischpflanzungen für das öffentliche Grün getestet.

### Beispiele
- Akelei (Aquilegia)
- Windröschen (Anemone)
- Bergenie (Bergenia)
- Enzian (Gentiana)
- Funkie (Hosta)
- Lilien (Lilium)
- Flammenblume (Phlox)
- Rittersporn (Delphinium)
- Salbei (Salvia)
- Taglilie (Hemerocallis)

### Staude des Jahres
Seit dem Jahr 2000 wird durch den Bund deutscher Staudengärtner alljährlich eine gärtnerisch bedeutsame Pflanzengattung zur Staude des Jahres ernannt.